# Большой Карай
Большой Карай — село в Романовском районе Саратовской области. Административный центр и единственный населённый пункт Большекарайского муниципального образования.

## География
Село находится на расстоянии примерно 13 км (по прямой) к юго-западу от рабочего посёлка Романовка, административного центра района.

### Часовой пояс
Село Большой Карай, как и вся Саратовская область, находится в часовой зоне МСК+1. Смещение применяемого времени относительно UTC составляет +4:00.

## История
Основано в 1612 году. Население состояло в основном из переселенцев из бывшего Рязанского княжества, и село носило наименование Рязоновка. В 1698 году в Карайской слободе насчитывалось 50 дворов и около 700 человек населения, действовала церковь в честь Святого Дмитрия Солунского. В конце XVIII века село именуется уже как Большой Карай.

## Население
| 2002  | 2010  | 2012  | 2013  | 2014  | 2015  | 2016  |
| ----- | ----- | ----- | ----- | ----- | ----- | ----- |
| 1974  | ↘1712 | ↘1656 | ↘1609 | ↘1564 | ↘1521 | ↘1496 |
| 2017  | 2018  | 2019  | 2020  | 2021  |       |       |
| ↘1470 | ↘1433 | ↘1393 | ↘1382 | ↘1268 |       |       |

### Национальный состав
Согласно результатам переписи 2002 года, в национальной структуре населения русские составляли 99 % из 1974 чел.

## Улицы
| - ул. Гоголя, - ул. Горная, - ул. Комсомольская, - ул. Кооперативная, - ул. Ленина, | - ул. Мелиоративная, - ул. Молодёжная, - ул. Набережная, - ул. Новый план, - ул. Октябрьская, | - ул. Орехова, - ул. Осиновка, - ул. Пионерская, - ул. Приовражная, - ул. Пушкина, | - ул. Рабочая, - ул. Советская, - ул. Сосина, - ул. Сосновая, - ул. Степана Разина, | - ул. Стоякина, - ул. Хопёрская, - ул. Чапаева, - пер. Чапаевский, - ул. Шевченко. |

## Известные уроженцы
- Белоглазов, Александр Михайлович (род. 1978) — российский военный деятель, полковник, Герой Российской Федерации.
- Сосин, Николай Фёдорович (1903—1977) — советский военнослужащий, сержант, Герой Советского Союза.
- Цыплаков, Владимир Владимирович (1947—2019) — советский и российский учёный. Доктор сельскохозяйственных наук.